# Latometini
Latometini es una  tribu de coleópteros polífagos tenebrionoideos pertenecientes a la familia Zopheridae.

## Géneros
Comprende los siguientes géneros:
- Latometus
- Notorthocerus
- Orthocerodes